# Sehenswürdigkeiten in Gera
Gera ist kein klassisches Touristen- oder Ausflugsziel wie Erfurt oder Weimar, besitzt aber dennoch zahlreiche Sehenswürdigkeiten. Es war zwar jahrhundertelang Residenzstadt der Grafen und Fürsten von Reuß, doch schon im 19. Jahrhundert hatte es einen eher industriellen Charakter. Hinzu kommt, dass es durch den Stadtbrand von 1780, die Zerstörungen im Zweiten Weltkrieg und die Funktion als Bezirksstadt zwischen 1952 und 1990 ständigen Neu- und Umgestaltungen unterworfen war. Doch Gera besaß, anders als die meisten anderen Städte der DDR, auch vor 1990 einen sanierten Stadtkern. Durch die in Ronneburg ansässige Wismut war immer ein gewisses Kapital vorhanden, sodass die Innenstadt auch altstadtgerecht wiederaufgebaut werden konnte. Zudem erfuhr die Stadt durch die hier ausgerichtete Bundesgartenschau 2007 einen Aufschwung, so wurde im Vorfeld beispielsweise das Theater saniert.

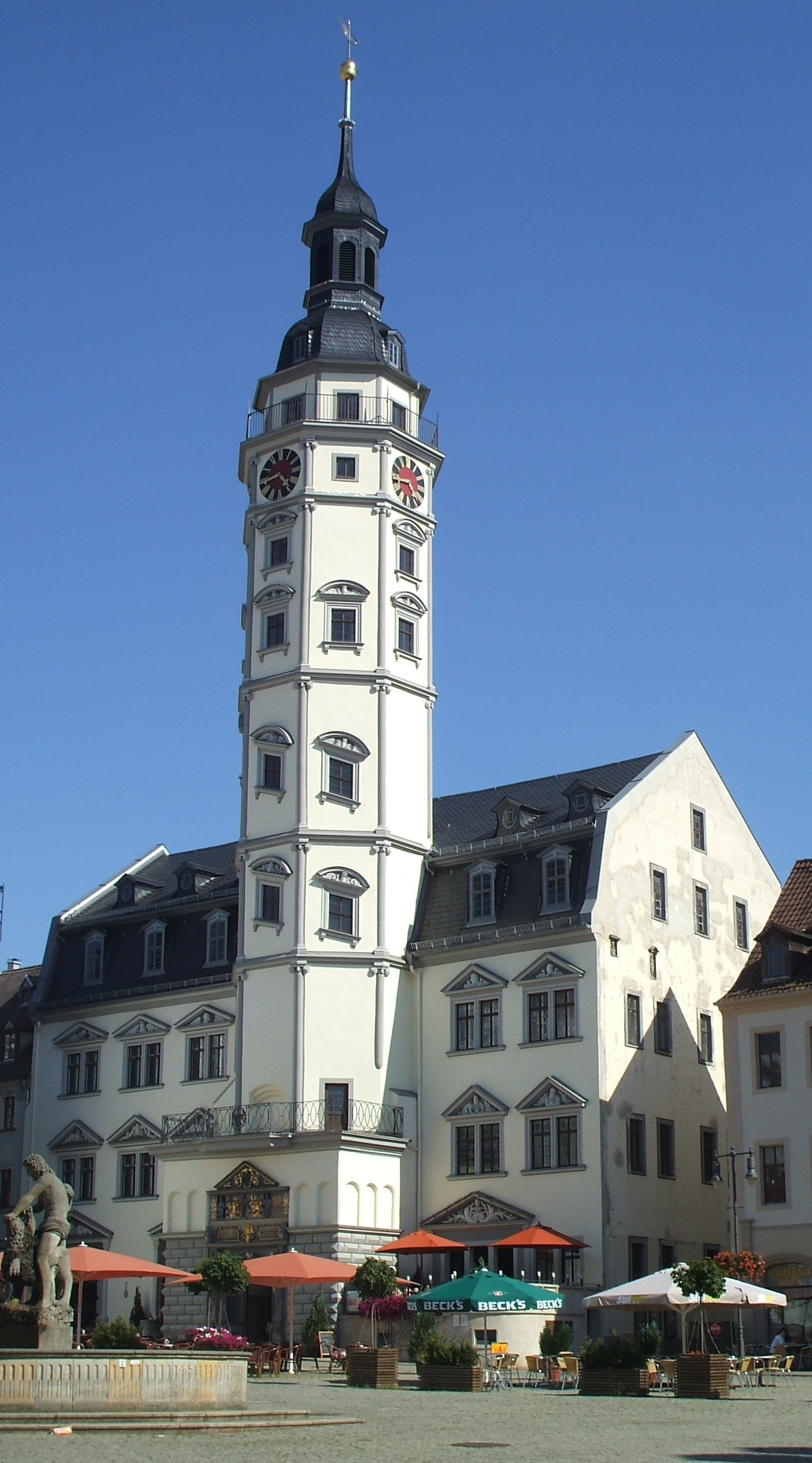
Rathaus

## Baudenkmäler

### Rathaus
Das Geraer Rathaus gilt als Wahrzeichen der Stadt. Das erste Rathaus, von dem keine Abbildung erhalten ist, soll 1254 erbaut worden sein. Im Sächsischen Bruderkrieg wurde es 1450 zerstört und anschließend wiederaufgebaut.

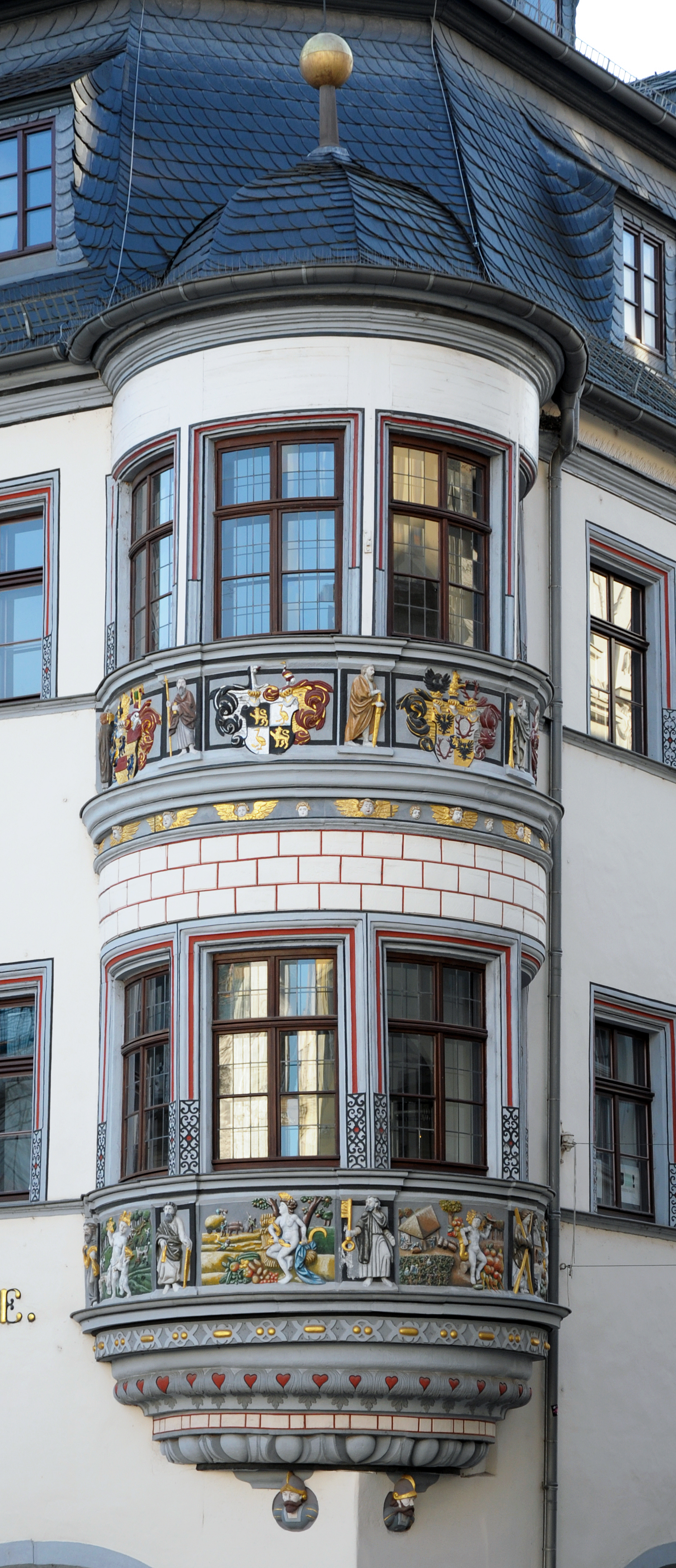
Erker der Stadtapotheke

Das heutige Rathaus entstand 1573 bis 1575 im Renaissancestil. Es wurde wahrscheinlich von Nicol Gromann aus Torgau entworfen, der zehn Jahre zuvor das sehr ähnliche Rathaus von Altenburg entworfen hatte.
Sehenswert ist das reich verzierte Hauptportal an der Marktseite, an dem ein dauerhaft befestigter Metallstab in der Länge einer Geraer Elle (Längenmaß für Tuche, das je nach Region und Stadt erheblich variieren konnte) noch heute von der früheren Bedeutung Geras für die Tuchherstellung und den Tuchhandel kündet.

### Stadtapotheke
Hauptartikel: Stadtapotheke (Gera)
Das Gebäude der Stadtapotheke an der Einmündung der Kleinen Kirchstraße in den Markt wurde 1592 errichtet und ist damit der zweite in Gera erhaltene Renaissancebau. Sehenswert ist sie aufgrund ihres reich verzierten Erkers aus dem Jahr 1606.
Die Stadtapotheke wurde zwar etwa zur selben Zeit gegründet, nämlich 1602, allerdings ist sie erst seit dem 19. Jahrhundert in diesem Gebäude untergebracht.

### Simsonbrunnen
Hauptartikel: Simsonbrunnen (Gera)
Der Simsonbrunnen in der Mitte des Marktplatzes stellt den biblischen Löwenbezwinger Simson dar. Er wurde 1685 von Caspar Junghans d. Ä. aus Rochlitz erschaffen, 1932 nach einem Sturmschaden erneuert und 1979 erneut durch eine Kopie ersetzt.

### Geraer Höhler
Hauptartikel: Geraer Höhler
Bei den Geraer Höhlern handelt es sich um unterirdische Bierlagerräume, die unter nahezu allen Häusern der Altstadt zu finden sind. Einige Höhler können heute besichtigt werden.

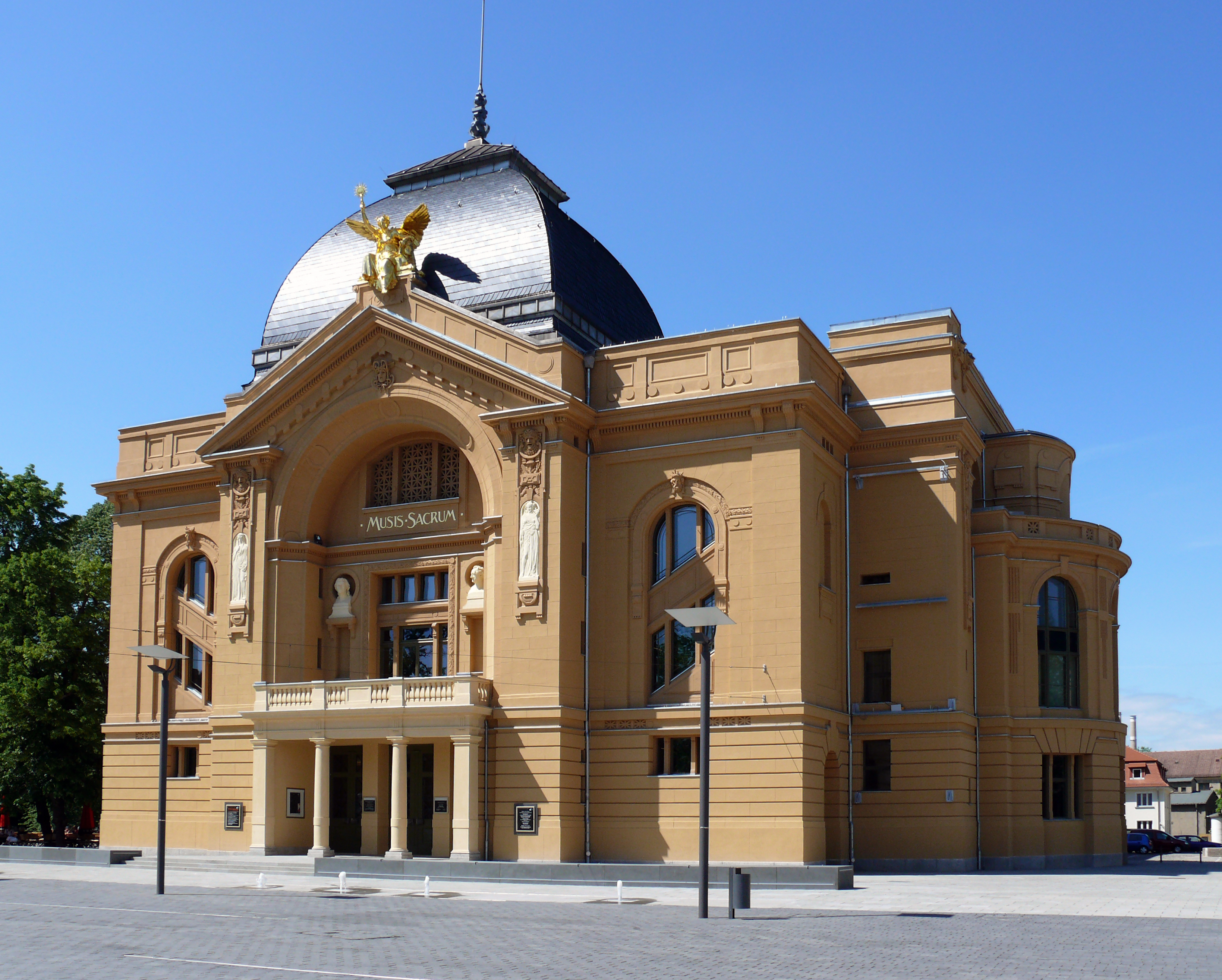
Theater

### Theater
Hauptartikel: Großes Haus (Gera)
Nachdem Ende des 18. Jahrhunderts das erste Geraer Theater am heutigen Puschkinplatz errichtet wurde, entstand das heutige Theater zwischen 1900 und 1902 im Stadtteil Untermhaus nach Plänen des bedeutenden deutschen Theaterarchitekten Heinrich Seeling (etwa auch Theaterbauten in Aachen, Breslau, Freiburg im Breisgau, Berlin, Frankfurt am Main und Nürnberg). Es umfasst einen Saal, der für Schauspiel- und Opernaufführungen genutzt wird, sowie einen Konzertsaal. Außen und vor allem innen besticht es durch einen brillanten Jugendstil und ist damit eines der wenigen deutschen Theater in diesem Baustil.
Das ursprünglich in privater und öffentlicher (fürstlicher) Hand geführte Theater ging 1908 vollständig als „Fürstliches Hoftheater“ in den Privatbesitz (also öffentlichen Besitz) des reußischen Fürsten über. Künstlerisch wirkte vor allem Heinrich XLV., der als Berater, Regisseur, Dramaturg und Autor das Theater prägte. In den 20er Jahren erlebte das Theater seine Blütezeit. Insbesondere mit dem Spielen zeitgenössischer Dramen zog es zahlreiche bedeutende Schauspieler wie etwa Bernhard Minetti an. Obschon das Theater im Weltkrieg Bombenschäden erlitt, fand die Wiedereröffnung auf Drängen des sowjetischen Stadtkommandanten schon am 15. September 1945 mit Mozarts „Figaros Hochzeit“ statt; als Drehbühne diente nun ein Drehgestell einer Flak.
Modernisierungsmaßnahmen der 1950er und 1960er Jahre gestalteten den Innenraum modernistisch um. Nach heftigen Protesten der Bevölkerung, die sich schließlich an Walter Ulbricht wandte, wurde nach Intervention Ulbrichts das Interieur von 1902 wiederhergestellt.

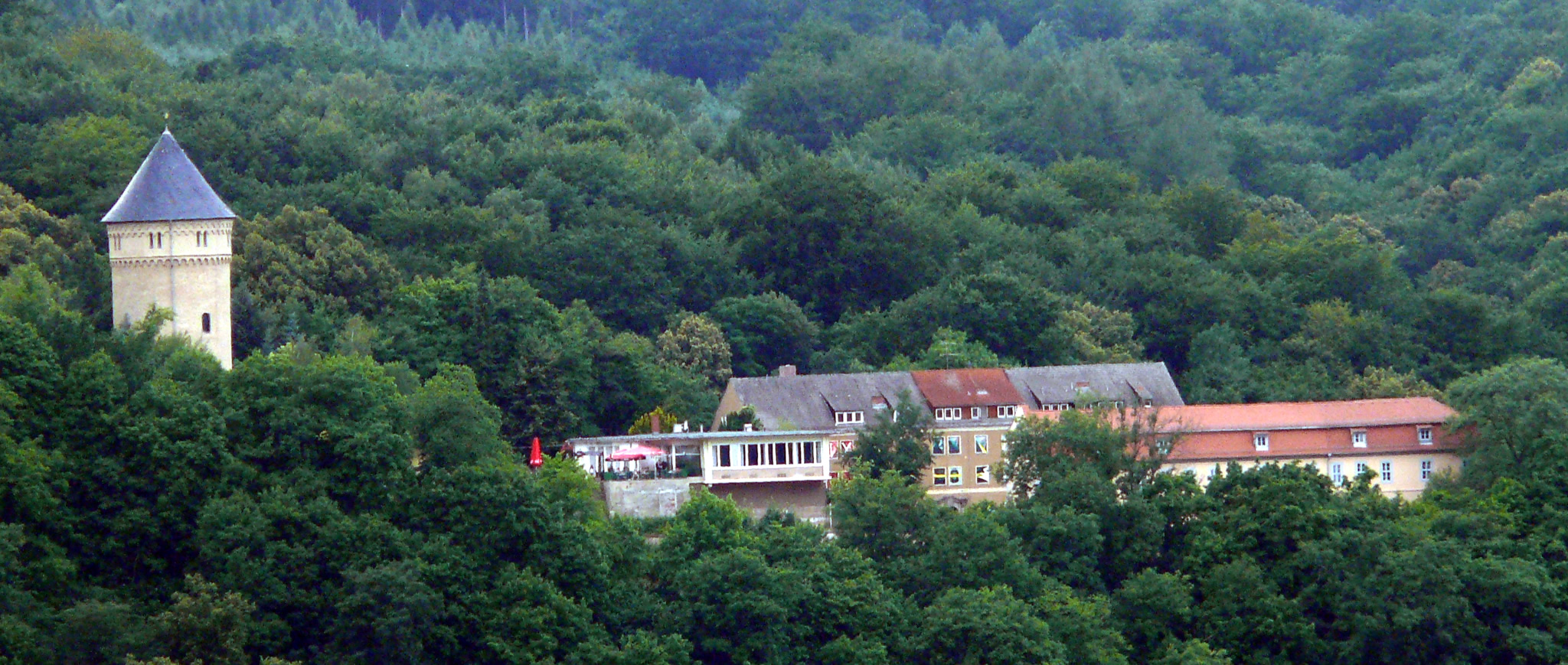
Schloss Osterstein

### Schloss Osterstein
Hauptartikel: Schloss Osterstein (Gera)
Vom ehemaligen Residenzschloss der Reußen, das sich auf dem Hainberg oberhalb von Untermhaus befand, sind heute nur noch einige Nebengebäude sowie der Turm erhalten. Nach der schweren Zerstörung am 6. April 1945 wurde die Ruine des Schlosses 1962 gesprengt.
Auf dem Hainberg befand sich bereits eine jungsteinzeitliche Wallanlage, auf deren Überresten im 12. Jahrhundert eine Burg angelegt wurde. Diese war jedoch nur kurzzeitig von Bedeutung. Erst 1450, nach dem Sächsischen Bruderkrieg, verlegten die Herren von Gera ihren Sitz von der nicht erhaltenen Stadtburg im Südwesten der Geraer Altstadt zurück auf den Hainberg. Im 16. und 17. Jahrhundert herrschte eine rege Bautätigkeit in der seit 1581 als Osterstein bezeichneten Anlage.
Heute befindet sich auf dem Osterstein ein in den 1960er Jahren errichtetes Restaurant. Der Bergfried, zugleich der älteste Teil der alten Schlossanlage, wird als Aussichtsturm genutzt.

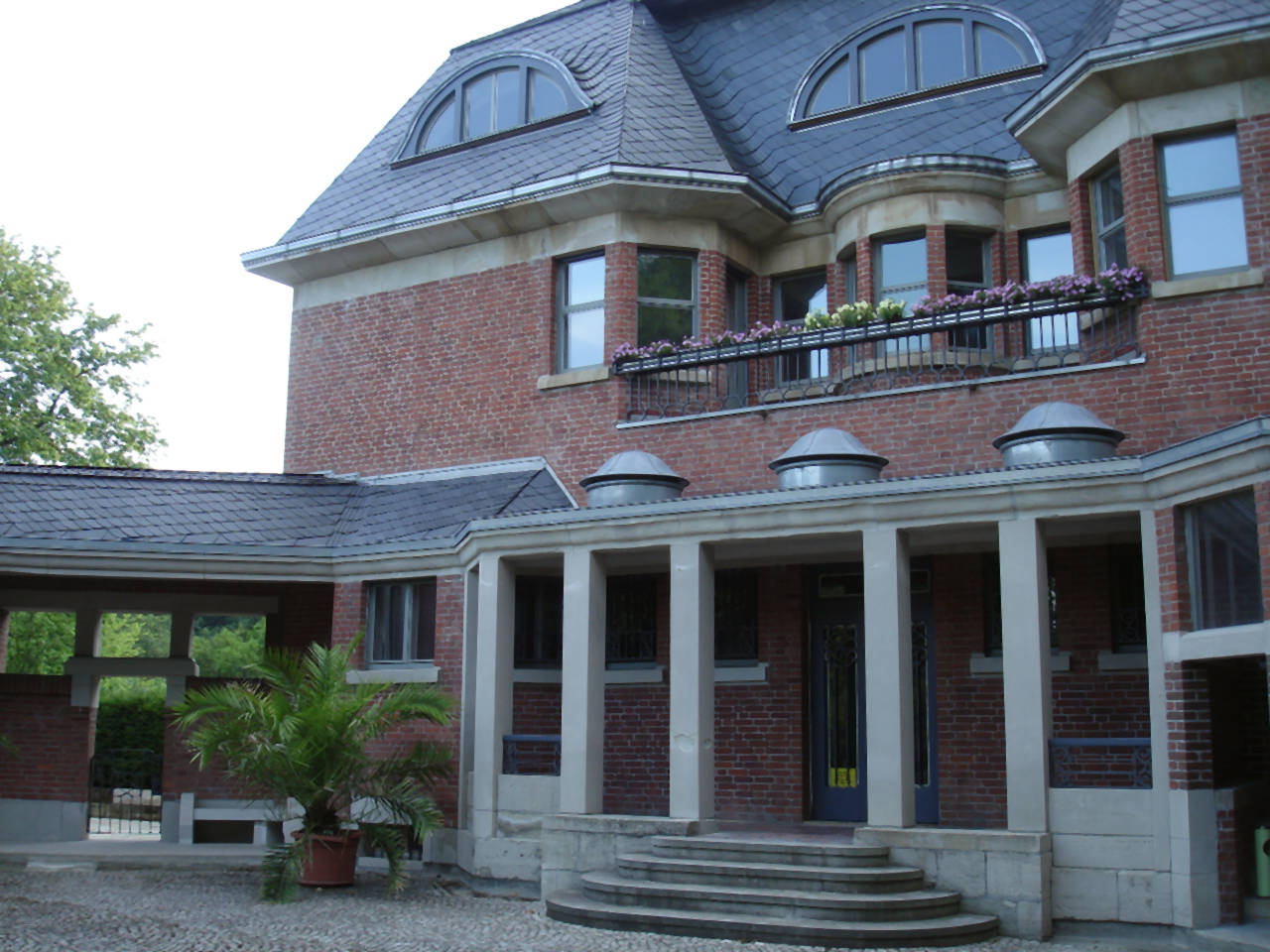
Schulenburgsche Villa

### Schulenburgsche Villa
Hauptartikel: Haus Schulenburg
Die in den Jahren 1913 und 1914 von Henry van de Velde für den Geraer Industriellen Schulenburg erbaute Villa ist eines der wenigen von diesem herausragenden Künstler des Jugendstils erhaltenen Werke. Van de Velde zeichnete für Entwurf und Ausführung sowohl des Baus als auch des Interieurs verantwortlich. Die gesamte Anlage, die durch Weltkrieg und Umnutzung zu DDR-Zeiten reichlich gelitten hatte, ist umfassend restauriert und beherbergt heute 2006 verschiedene gemeinnützige Einrichtungen. Die Villa Schulenburg ist ein Architekturdenkmal von international erstem Range. Des Weiteren beherbergt Gera über 100 Villen, die teilweise in dem Artikel Villen in Gera aufgeführt sind.
Außerdem gibt es in der Stadt mehrere Objekte im Stil des Neuen Bauens, wie beispielsweise das Haus Halpert, welches 1925 von Thilo Schoder erbaut wurde.

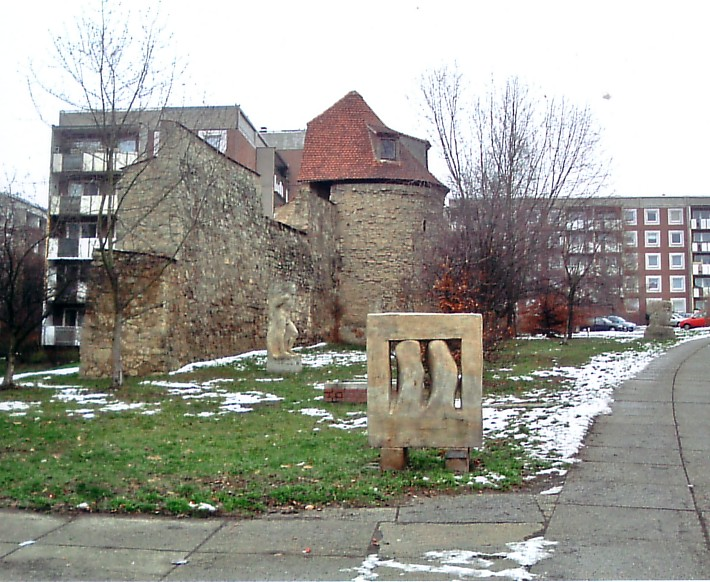
Stadtmauer mit Turm (Stadtseite)

### Stadtmauer
Im Süden der Altstadt befindet sich am Stadtgraben noch ein großes zusammenhängendes Stück der gotischen Stadtmauer. Sie stammt aus der 2. Hälfte des 15. Jahrhunderts und weist noch einen acht Meter hohen Schalenturm auf.

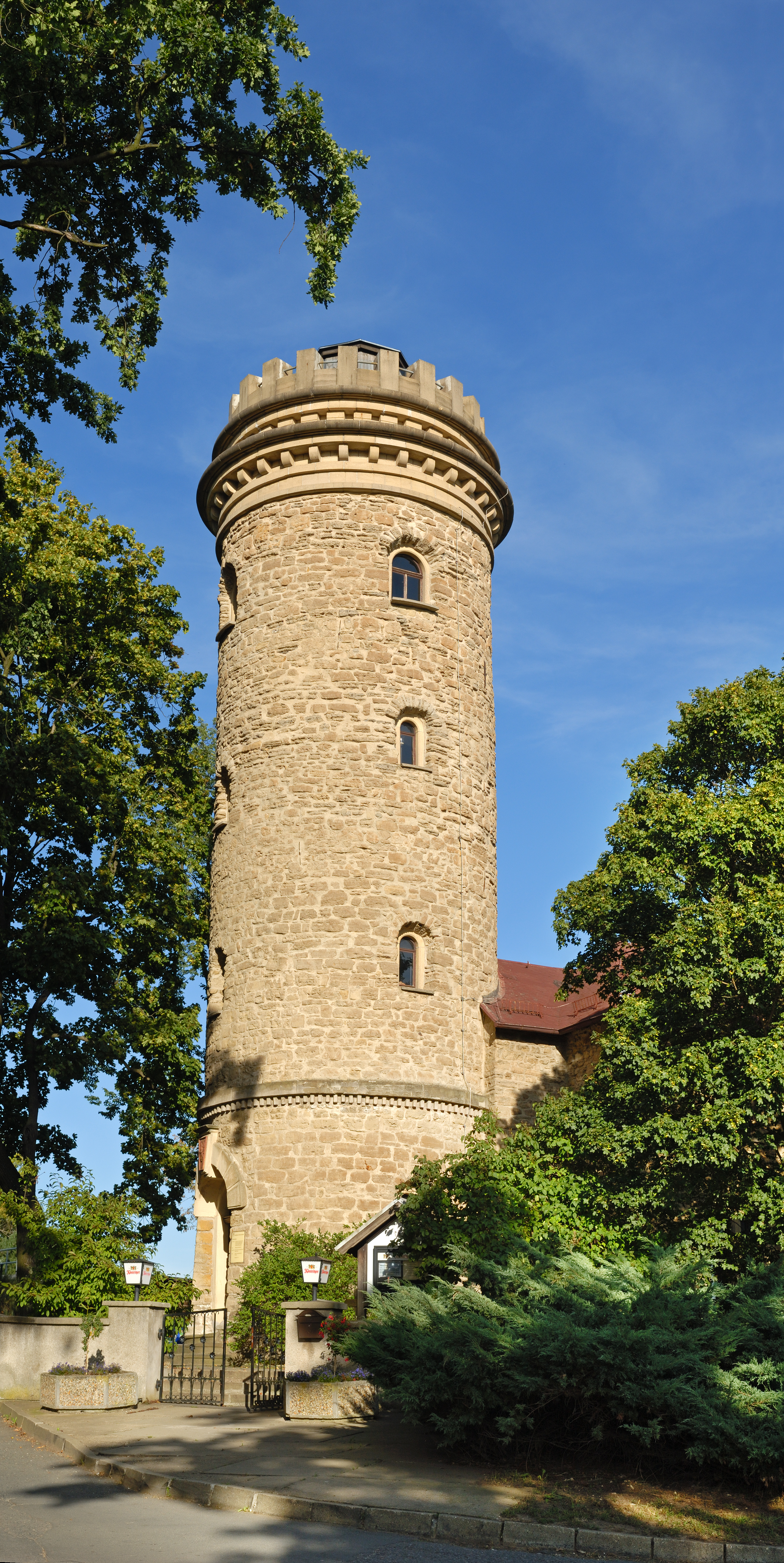
Ferberturm

### Reußisches Regierungsgebäude
Der dreigeschossige Barockbau am Johannisplatz wurde von 1720 bis 1722 errichtet. Teile des Nordflügels stammen aus dem 16. Jahrhundert. Der Mittelrisalit ist viergeschossig und besitzt eine Pilastergliederung mit Giebeldreieck. Das Gebäude ist unsaniert.
In direkter Nachbarschaft befindet sich das 1887 fertiggestellte Gymnasium Rutheneum, welches als Institution seit 1608 besteht. Von 1993 bis 2021 hieß die Schule Goethe-Gymnasium/Rutheneum seit 1608. Seit 2021 heißt es Rutheneum seit 1608.

### Handelshof
Das erste Hochhaus der Stadt Gera wurde in den Jahren 1928 und 1929 vom Berliner Architekten Hans Brandt errichtet. Der zweiflügelige Gebäudekomplex wird von dem zehngeschossigen 34 Meter hohen Hochhausturm beherrscht. Seit der Erbauung hat die städtische Sparkasse ihren Sitz in dem Gebäude, seit 1995 ist dies die Sparkasse Gera-Greiz.

### Ferberturm
Hauptartikel: Ferberturm
Der in den Jahren 1874 und 1875 errichtete 21 Meter hohe Aussichtsturm auf der Ronneburger Höhe bietet einen Blick aus Südosten auf die Stadt und wurde vom Kommerzienrat und Mineralogen Dr. Moritz Rudolf Ferber (1805–1875) aus Leumnitzer Zechsteinrauchwacke gebaut.

### Liebigsches Gartenwohnhaus
Im Jahre 1740 wurde dieses barocke Gartenwohnhaus außerhalb der Stadtmauer errichtet. Die Amthorsche höhere Handelsschule zog 1861 hier ein. Das Gebäude wird heute anderweitig gewerblich genutzt, der Garten bewahrte sein historisches Erscheinungsbild.

### Schloss Tinz
Hauptartikel: Schloss Tinz
Die 1745 erbaute barocke Sommerresidenz der Fürsten von Reuß befindet sich im gleichnamigen Stadtteil und steht auf einer ehemaligen Wasserburg.

## Kirchen

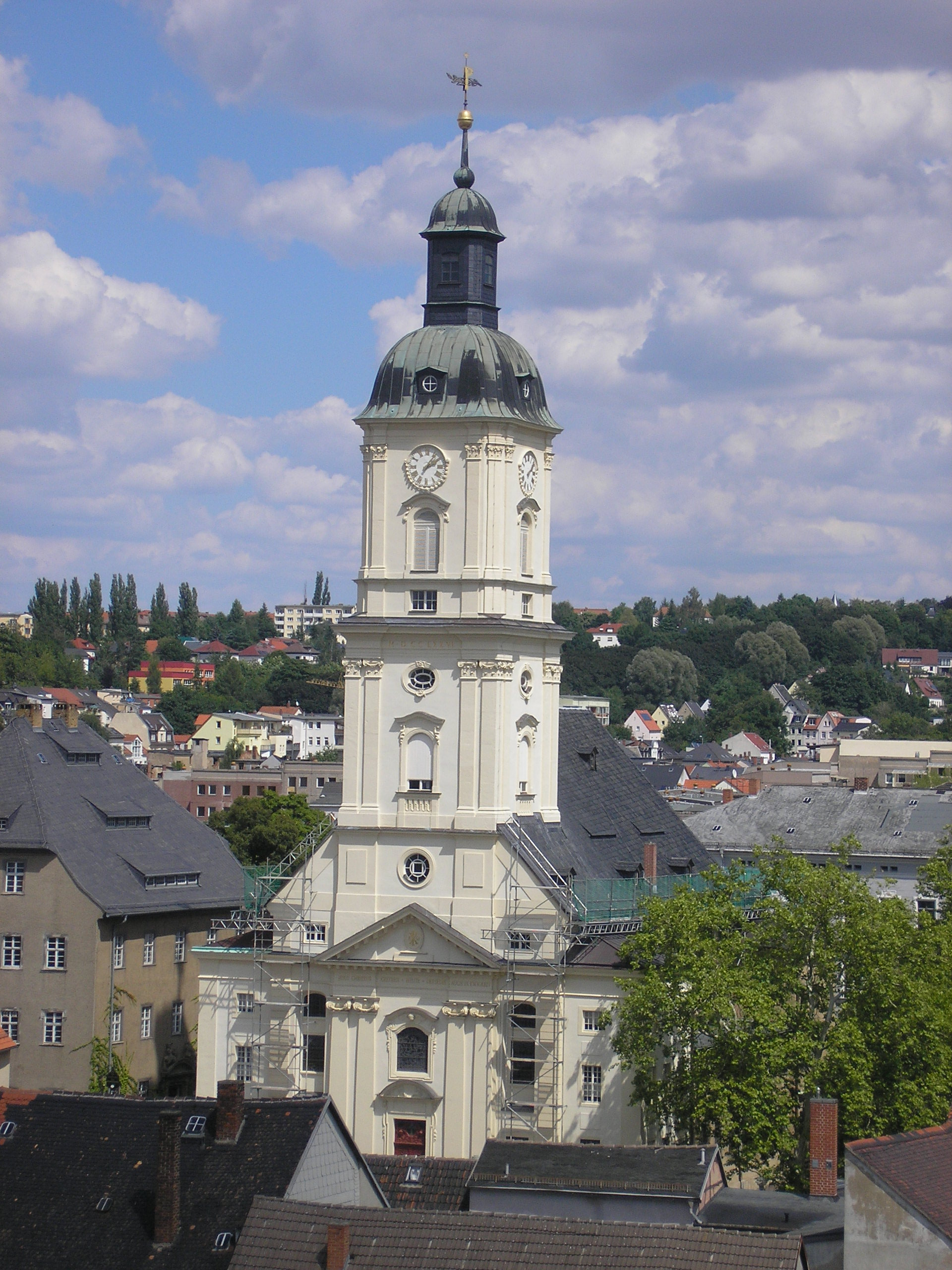
Salvatorkirche

### Salvatorkirche
Hauptartikel: Salvatorkirche (Gera)
Die barocke St.-Salvator-Kirche aus den Jahren 1717 bis 1720 befindet sich auf dem Nicolaiberg, dem höchsten Punkt der Altstadt. Der Turm wurde erst 1778 fertiggestellt, brannte nur zwei Jahre später beim großen Stadtbrand ab, wurde jedoch originalgetreu wieder aufgebaut. Das heutige Innere des Gotteshauses ist vom Jugendstil geprägt.

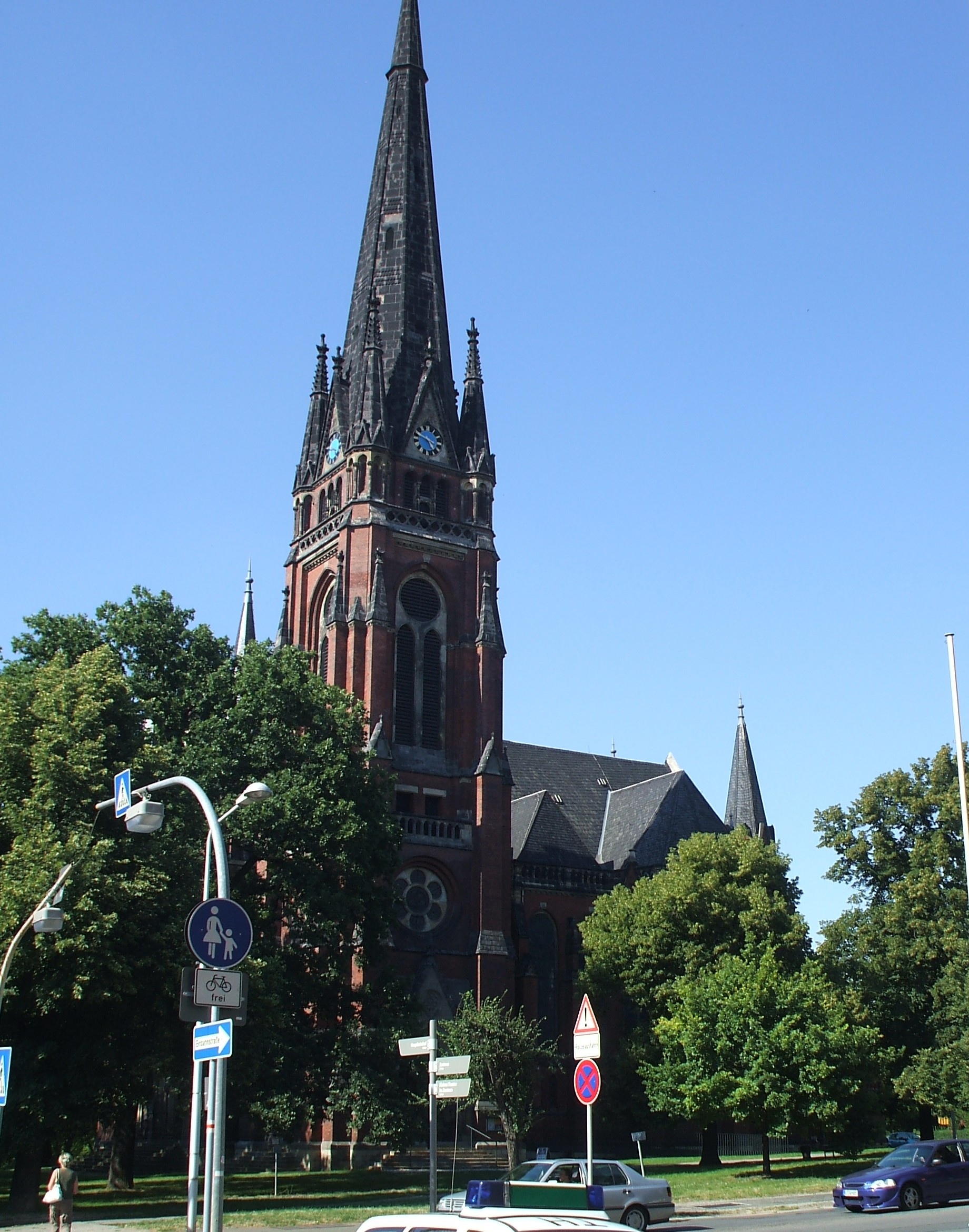
Johanniskirche

### Johanniskirche
Hauptartikel: Johanniskirche (Gera)
Die neogotische St.-Johannis-Kirche in der Clara-Zetkin-Straße entstand 1881 bis 1884 und ist die größte Kirche der Stadt. Sie entstand als Nachfolgebau der 1780 abgebrannten Johanniskirche am Johannisplatz.

### Marienkirche
Hauptartikel: Marienkirche (Gera)
Die spätgotische Marienkirche liegt fast unmittelbar an der Weißen Elster und ist das Wahrzeichen des Geraer Stadtteils Untermhaus. Um 1440 errichtet, beherbergt sie einen kostbaren, von den Familien Kudorf und Waltheym gestifteten spätgotischen Altar. Der Altarraum soll bereits 1193 erbaut worden sein, womit die Marienkirche zu den ältesten Kirchen Ostthüringens gehört. Gemeinsam mit der Untermhäuser Brücke bildet die Marienkirche die meistfotografierte Geraer Stadtansicht.

### Trinitatiskirche
Hauptartikel: Trinitatiskirche (Gera)
Die Trinitatiskirche aus dem Jahre 1609 ist die älteste Kirche der Innenstadt und wurde ursprünglich als Friedhofskirche konzipiert.

### Ursulakirche
Hauptartikel: St. Ursula (Lusan)
Die älteste Kirche des heutigen Stadtgebietes wurde im Jahre 1200 im spätromanischen Stil errichtet und besitzt mit der von 1473 stammenden Kirchenglocke die älteste in Gera.

## Museen

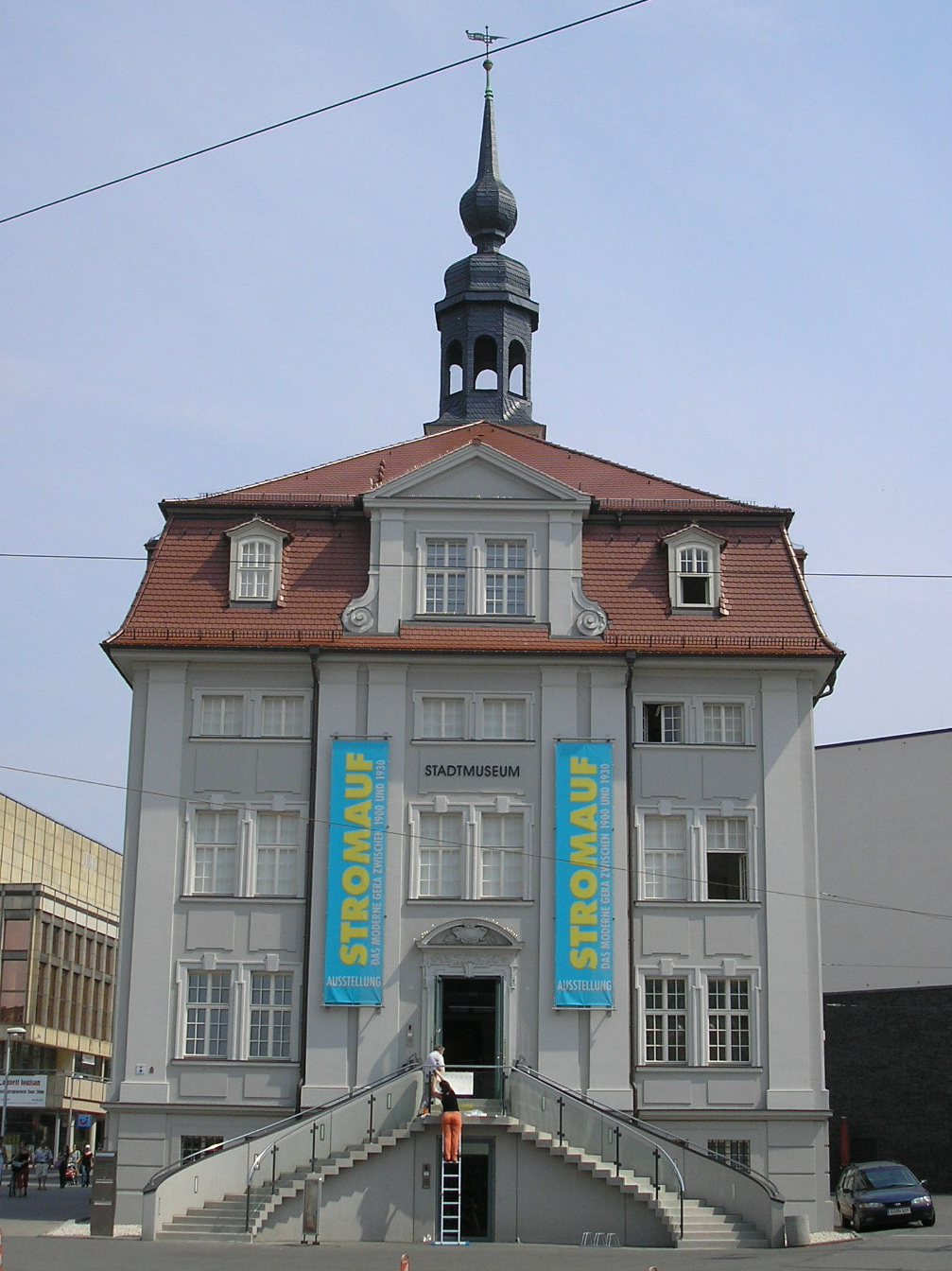
Stadtmuseum

### Stadtmuseum
Hauptartikel: Stadtmuseum Gera
Das Stadtmuseum (ehemaliges Zucht- und Waisenhaus) entstand 1724 bis 1739. Seit 1914 befindet sich darin das bereits 1878 gegründete Städtische Museum für Geschichte.
Nach einer mehrjährigen umfassenden Sanierung, die zeitgleich mit dem Bau des benachbarten Einkaufszentrums Elster-Forum begann, wurde es am 20. Mai 2005 wiedereröffnet.

### Naturkundemuseum
Hauptartikel: Museum für Naturkunde (Gera)
Das Museum für Naturkunde ist im sogenannten Schreiberschen Haus unmittelbar neben der Salvatorkirche untergebracht, dem einzigen Haus der Altstadt, das den Brand von 1780 unbeschädigt überstand. Den Namen erhielt es von der Familie Schreiber, die es von 1716 bis 1847 bewohnte. Nach einer zeitweiligen Nutzung als Gerichtshaus und Schule dient es seit 1947 als Museum.

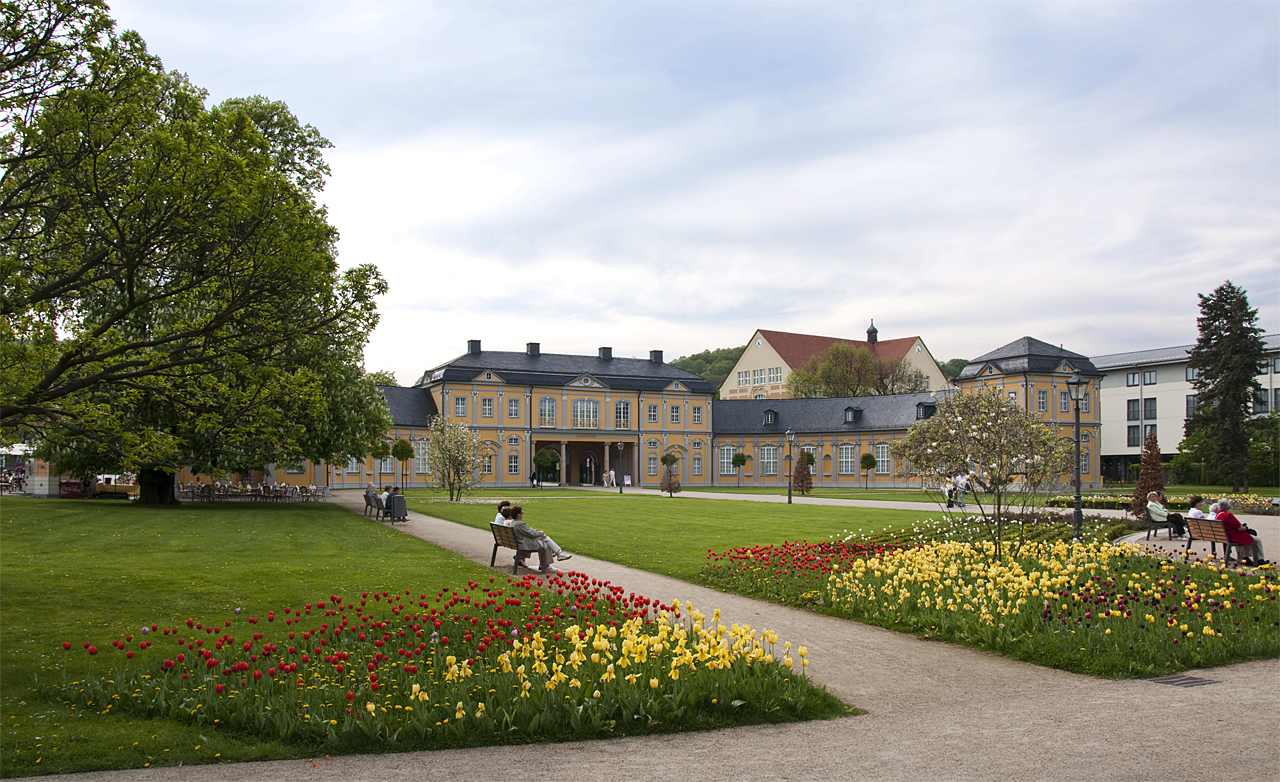
Orangerie

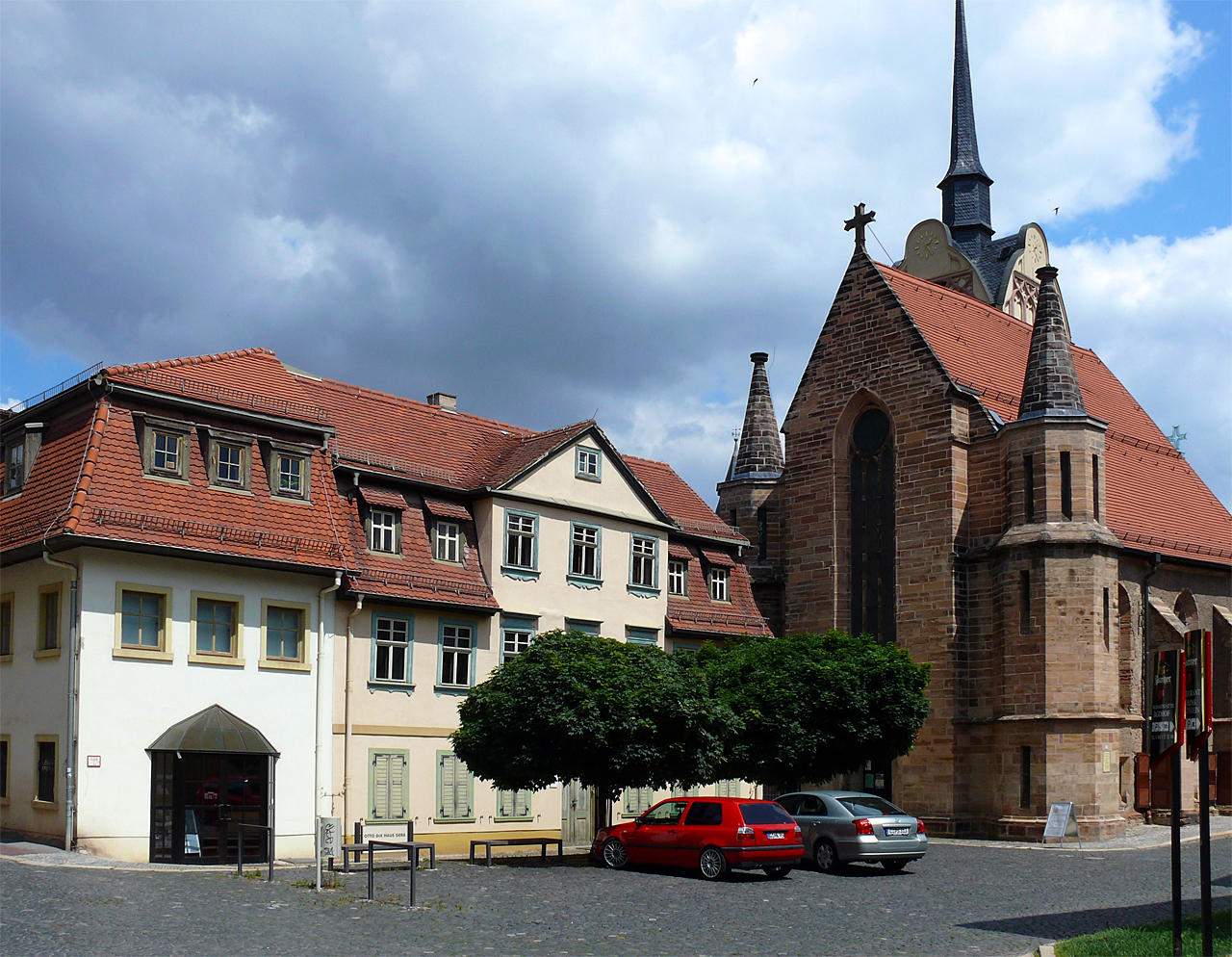
Otto-Dix-Haus und Marienkirche

### Kunstgalerie (Orangerie)
Hauptartikel: Orangerie (Gera)
Die Kunstgalerie von Gera befindet sich im Stadtteil Untermhaus in der früheren fürstlich-reußischen Orangerie. Sie entstand in den Jahren 1729 bis 1732 und beherbergt seit 1957 die Kunstsammlung Gera.

### Museum für Angewandte Kunst
Hauptartikel: Museum für Angewandte Kunst (Gera)
Das 1984 als Museum für Kunsthandwerk eingerichtete Museum befindet sich im 1760 errichteten Ferberschen Haus, dem weitläufigsten früheren Bürgerhaus in Geras Altstadt. Ausgestellt wird Kunsthandwerk des 20. Jahrhunderts, Fotografie, Gebrauchsgrafik, Design sowie Bauhauskeramiken.

### Otto-Dix-Haus
Hauptartikel: Otto-Dix-Haus (Gera)
In diesem Gebäude unmittelbar neben der Marienkirche wurde 1891 Otto Dix geboren. Anlässlich seines 100. Geburtstages wurde das Gebäude als Museum eingerichtet, das neben einigen kleineren Werken mit dem Christophorus eines von Dix’ bedeutendsten Werken beherbergt.

## Parks

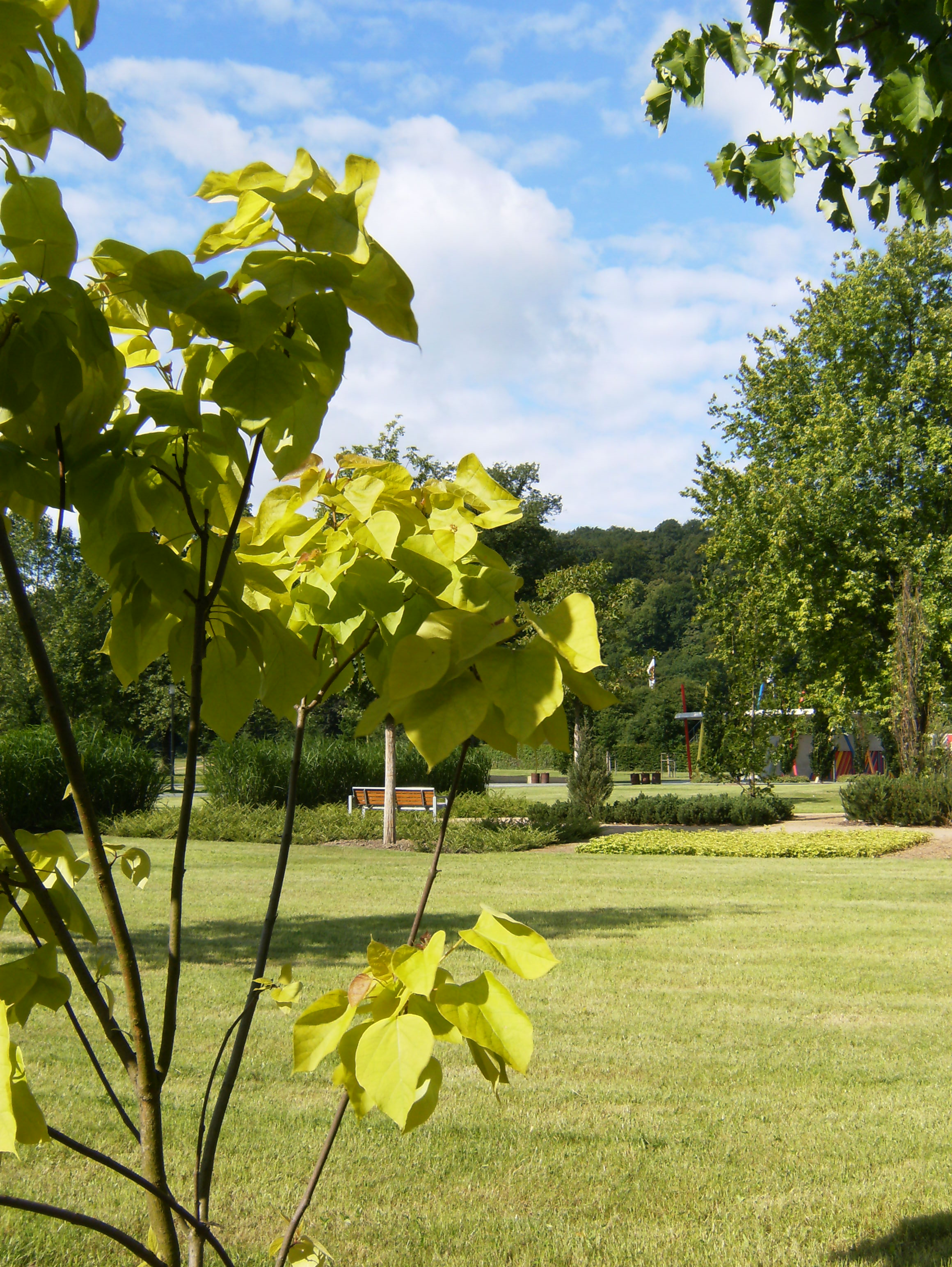
Hofwiesenpark

### Hofwiesenpark
Hauptartikel: Hofwiesenpark
Der Hofwiesenpark bildete 2007 neben der Neuen Landschaft in Ronneburg die zweite Ausstellungsfläche der Bundesgartenschau. Auf dem Gelände existieren zwei Sportstätten, das Hofwiesenbad und das Stadion der Freundschaft.

### Tierpark
Hauptartikel: Tierpark Gera
Der größte Zoo Ostthüringens wurde 1962 gegründet und wird neben heimischen auch von exotischen Tieren bewohnt. Durch das Gelände führt eine Parkeisenbahn.

### Küchengarten
Hauptartikel: Küchengarten (Gera)
Der barocke Lustgarten zwischen Theater und Orangerie wurde 1729 nach französischem Vorbild umgestaltet und erhält zudem eine Denkmalgruppe an die Opfer des Faschismus.